# 1. Fußball-Club Köln
L'1. FC Köln, de nom complet 1. Fußball-Club Köln 01/07 e.V., és un club de futbol alemany de la ciutat de Colònia.

## Història
El club va néixer el 1948 després de la fusió dos antics clubs, el Kölner Ballspiel-Club 1901 i el SpVgg Sülz 07. Aquestes foren dues entitats destacades a les seves lligues regionals (Westdeutscher League i Gauliga Mittelrhein). Actualment disputa els seus partits al RheinEnergieStadion inaugurat el 2004 i els seus colors són el vermell i el blanc.

## Palmarès
- 3 Lliga alemanya de futbol: 1962, 1964, 1978.
- 4 Copa alemanya de futbol: 1968, 1977, 1978, 1983.
- 2 Trofeu Joan Gamper: 1978, 1981.

## Jugadors

### Plantilla 2024-25
A 18 febrer 2025 
| N. | Pos. | Nac. | Jugador              |
| -- | ---- | --- | -------------------- |
| 1  | POR  | [[Fitxer:Flag of Germany.svg\|23x15px\|border \|alt=Alemanya\|link=Selecció de futbol d'Alemanya\|{{#if:\|]]                                         | Marvin Schwäbe       |
| 2  | DEF  | [[Fitxer:Flag of Switzerland.svg\|23x16px\|border \|alt=Suïssa\|link=Selecció de futbol de Suïssa\|{{#if:\|]]                                        | Joël Schmied         |
| 3  | DEF  | [[Fitxer:Flag of Germany.svg\|23x15px\|border \|alt=Alemanya\|link=Selecció de futbol d'Alemanya\|{{#if:\|]]                                         | Dominique Heintz     |
| 4  | DEF  | [[Fitxer:Flag of Germany.svg\|23x15px\|border \|alt=Alemanya\|link=Selecció de futbol d'Alemanya\|{{#if:\|]]                                         | Timo Hübers (capità) |
| 6  | MIG  | [[Fitxer:Flag of Germany.svg\|23x15px\|border \|alt=Alemanya\|link=Selecció de futbol d'Alemanya\|{{#if:\|]]                                         | Eric Martel          |
| 7  | MIG  | [[Fitxer:Flag of Austria.svg\|23x15px\|border \|alt=Àustria\|link=Selecció de futbol d'Àustria\|{{#if:\|]]                                           | Dejan Ljubičić       |
| 8  | MIG  | [[Fitxer:Flag of Bosnia and Herzegovina.svg\|23x15px\|border \|alt=Bòsnia i Hercegovina\|link=Selecció de futbol de Bòsnia i Hercegovina\|{{#if:\|]] | Denis Huseinbašić    |
| 9  | DAV  | [[Fitxer:Flag of Germany.svg\|23x15px\|border \|alt=Alemanya\|link=Selecció de futbol d'Alemanya\|{{#if:\|]]                                         | Luca Waldschmidt     |
| 11 | MIG  | [[Fitxer:Flag of Austria.svg\|23x15px\|border \|alt=Àustria\|link=Selecció de futbol d'Àustria\|{{#if:\|]]                                           | Florian Kainz        |
| 12 | POR  | [[Fitxer:Flag of Germany.svg\|23x15px\|border \|alt=Alemanya\|link=Selecció de futbol d'Alemanya\|{{#if:\|]]                                         | Jonas Nickisch       |
| 13 | DAV  | [[Fitxer:Flag of Germany.svg\|23x15px\|border \|alt=Alemanya\|link=Selecció de futbol d'Alemanya\|{{#if:\|]]                                         | Mark Uth             |
| 15 | DEF  | [[Fitxer:Flag of Germany.svg\|23x15px\|border \|alt=Alemanya\|link=Selecció de futbol d'Alemanya\|{{#if:\|]]                                         | Luca Kilian          |
| 16 | DEF  | [[Fitxer:Flag of Germany.svg\|23x15px\|border \|alt=Alemanya\|link=Selecció de futbol d'Alemanya\|{{#if:\|]]                                         | Marvin Obuz          |
| 17 | DEF  | [[Fitxer:Flag of Kosovo.svg\|23x15px\|border \|alt=Kosovo\|link=Selecció de futbol de Kosovo\|{{#if:\|]]                                             | Leart Paqarada       |
| 19 | DAV  | [[Fitxer:Flag of Germany.svg\|23x15px\|border \|alt=Alemanya\|link=Selecció de futbol d'Alemanya\|{{#if:\|]]                                         | Tim Lemperle         |

| N. | Pos. | Nac. | Jugador                                    |
| -- | ---- | --- | ------------------------------------------ |
| 20 | POR  | [[Fitxer:Flag of Germany.svg\|23x15px\|border \|alt=Alemanya\|link=Selecció de futbol d'Alemanya\|{{#if:\|]]                                         | Philipp Pentke                             |
| 21 | DAV  | [[Fitxer:Flag of Germany.svg\|23x15px\|border \|alt=Alemanya\|link=Selecció de futbol d'Alemanya\|{{#if:\|]]                                         | Steffen Tigges                             |
| 22 | MIG  | [[Fitxer:Flag of Denmark.svg\|23x15px\|border \|alt=Dinamarca\|link=Selecció de futbol de Dinamarca\|{{#if:\|]]                                      | Jacob Steen Christensen                    |
| 24 | DEF  | [[Fitxer:Flag of Germany.svg\|23x15px\|border \|alt=Alemanya\|link=Selecció de futbol d'Alemanya\|{{#if:\|]]                                         | Julian Pauli                               |
| 25 | DEF  | [[Fitxer:Flag of Bosnia and Herzegovina.svg\|23x15px\|border \|alt=Bòsnia i Hercegovina\|link=Selecció de futbol de Bòsnia i Hercegovina\|{{#if:\|]] | Jusuf Gazibegović                          |
| 26 | POR  | [[Fitxer:Flag of Switzerland.svg\|23x16px\|border \|alt=Suïssa\|link=Selecció de futbol de Suïssa\|{{#if:\|]]                                        | Anthony Racioppi (cedit pel Hull City AFC) |
| 27 | DAV  | [[Fitxer:Flag of Bosnia and Herzegovina.svg\|23x15px\|border \|alt=Bòsnia i Hercegovina\|link=Selecció de futbol de Bòsnia i Hercegovina\|{{#if:\|]] | Imad Rondić                                |
| 29 | DAV  | [[Fitxer:Flag of Germany.svg\|23x15px\|border \|alt=Alemanya\|link=Selecció de futbol d'Alemanya\|{{#if:\|]]                                         | Jan Thielmann                              |
| 34 | MIG  | [[Fitxer:Flag of Germany.svg\|23x15px\|border \|alt=Alemanya\|link=Selecció de futbol d'Alemanya\|{{#if:\|]]                                         | Fayssal Harchaoui                          |
| 35 | DEF  | [[Fitxer:Flag of Germany.svg\|23x15px\|border \|alt=Alemanya\|link=Selecció de futbol d'Alemanya\|{{#if:\|]]                                         | Max Finkgräfe                              |
| 37 | MIG  | [[Fitxer:Flag of Germany.svg\|23x15px\|border \|alt=Alemanya\|link=Selecció de futbol d'Alemanya\|{{#if:\|]]                                         | Linton Maina                               |
| 42 | DAV  | [[Fitxer:Flag of the United States.svg\|23x15px\|border \|alt=Estats Units d'Amèrica\|link=Selecció de futbol dels Estats Units\|{{#if:\|]]          | Damion Downs                               |
| 43 | DAV  | [[Fitxer:Flag of Slovenia.svg\|23x15px\|border \|alt=Eslovènia\|link=Selecció de futbol d'Eslovènia\|{{#if:\|]]                                      | Jaka Čuber Potočnik                        |
| 44 | POR  | [[Fitxer:Flag of Germany.svg\|23x15px\|border \|alt=Alemanya\|link=Selecció de futbol d'Alemanya\|{{#if:\|]]                                         | Matthias Köbbing                           |
| 47 | MIG  | [[Fitxer:Flag of Luxembourg.svg\|23x15px\|border \|alt=Luxemburg\|link=Selecció de futbol de Luxemburg\|{{#if:\|]]                                   | Mathias Olesen                             |

### Jugadors històrics destacats
- Klaus Allofs
- Henrik Andersen
- Rainer Bonhof
- Uwe Bein
- Kim Christofte
- Bernhard Cullmann
- Klaus Fischer
- Thomas Hässler
- Bodo Illgner
- Jürgen Kohler
- Pierre Littbarski
- Hannes Löhr
- Dirk Lottner
- Dorinel Munteanu
- Yasuhiko Okudera
- Sunday Oliseh
- Morten Olsen
- Wolfgang Overath
- Alpay Özalan
- Rigobert Song
- Lukas Podolski
- Toni Polster
- Flemming Povlsen
- Helmut Rahn
- Uwe Rahn
- Andrzej Rudy
- Hans Schäfer
- Karl-Heinz Schnellinger
- Harald Schumacher
- Bernd Schuster
- Lukas Sinkiewicz
- Paul Steiner
- Vasilis Tsiartas
- Andrí Voronin
- Wolfgang Weber
- Tony Woodcock
- Andrew Sinkala
- Moses Sichone

## Entrenadors destacats
- Christoph Daum
- Rinus Michels
- Morten Olsen
- Huub Stevens
- Hennes Weisweiler